# Circonscription de Kokir
La circonscription de Kokir est une des 121 circonscriptions législatives de l'État fédéré des nations, nationalités et peuples du Sud, elle se situe dans la Zone Gurage. Son représentant actuel est Redwan Kemal Saydo.